# Ice Cream (Blackpink e Selena Gomez)
Ice Cream è un singolo del girl group sudcoreano Blackpink e della cantante statunitense Selena Gomez, pubblicato il 28 agosto 2020 come secondo estratto dal primo album in studio delle Blackpink The Album.

## Pubblicazione
In un'intervista per Radio.com, Gomez ha rivelato di essere stata presentata per la prima volta alle Blackpink dopo aver incontrato Jisoo e Rosé durante la settimana della moda di New York nel 2018, mentre le Blackpink hanno affermato che sono state grandi fan di Gomez, avendo ballato sulle sue canzoni durante il loro periodo di tirocinio prima di diventare idol.
Il 23 luglio 2020, la YG Entertainment ha pubblicato una foto promozionale per un nuovo singolo delle Blackpink e un'artista sconosciuto, che sarà rivelato ad agosto. I fan sui social media hanno mandato in tendenza l'hashtag "#AriPink" nella speranza che la collaborazione fosse con la cantante Ariana Grande, che si rivelerà poi essere solo l'autrice del brano. L'11 agosto 2020, l'artista senza nome si è rivelato essere la cantante Selena Gomez. Dieci giorni dopo, è stato rivelato il titolo della collaborazione, Ice Cream. Il 24 agosto è stato pubblicato un video promozionale con le Blackpink e Gomez in videochiamata insieme mentre la canzone veniva riprodotta in sottofondo. Altre foto promozionali del gruppo e di Selena Gomez sono state pubblicate dal 24 agosto al 26 agosto, mentre un'anteprima del video musicale è stata pubblicata Il 27 agosto 2020.
Lo stesso giorno dell'uscita del singolo, Gomez ha rilasciato un gusto di gelato con il ristorante Serendipity Ice Cream, di cui ha una quota di proprietà. Il sapore si ispira alla collaborazione con le Blackpink chiamata Cookies and Cream Remix.

## Descrizione
Seconda traccia dell'album, Ice Cream è una canzone bubblegum pop, dance pop con elementi trap pop. La canzone è scritta nella tonalità di Mi maggiore con un tempo di 80 battiti al minuto, mentre le gamme vocali delle Blackpink e di Gomez vanno dalla nota bassa di B3 alla nota alta di E5. La canzone è cantata principalmente in inglese, ad eccezione di una strofa coreana cantata da Lisa. Dal punto di vista lirico, la canzone consiste principalmente di doppi sensi legati al gelato.

## Accoglienza
Jon Caramanica del New York Times ha descritto il brano come «inesorabilmente rimbalzante e allegro» e ha descritto il canto come «un po' giocoso, un po' provocatorio e un po' distante».

## Video musicale
Il video musicale, uscito in concomitanza con il singolo tramite il canale YouTube delle Blackpink, è stato diretto dal regista Seo Hyun-seung. Ha ottenuto 79,08 milioni di visualizzazioni nelle prime 24 ore, segnando il terzo più grande debutto delle 24 ore per un video musicale e un secondo record personale per il gruppo dietro il singolo di giugno 2020 How You Like That, che ha ricevuto 86,3 milioni di visualizzazioni nelle prime 24 ore. Un video dietro le quinte delle riprese del video musicale è stato pubblicato il giorno successivo, 29 agosto. Le scene delle Blackpink sono state girate in Corea del Sud, mentre le scene della Gomez sono state girate separatamente negli Stati Uniti a causa della pandemia di COVID-19.

### Sinossi
Il video mostra Gomez e le Blackpink in una serie di set e abiti colorati. Si apre con Gomez in bikini a strisce, con orecchini a cerchio d'oro e con un cappello da marinaio bianco, alla guida di un camioncino dei gelati chiamato "Selpink" (una combinazione del nome di Gomez e del nome del gruppo). I membri delle Blackpink appaiono sorridenti dietro ritagli di cartone a forma di gelato. Durante la prima strofa, Jennie appare in un abito blu e con un eyeliner abbinato; più avanti nel video, appare insieme a un capibara mentre mangiano una carota. Le Blackpink vengono poi mostrate sulle biciclette e ballano in un colorato vicolo cieco simile a Candy Land, mentre Gomez è fuori dal camion dei gelati con indosso una tuta Puma con visiera verde. Gomez appare in un top giallo a pois con culotte blu per il suo prossimo verso, in piedi di fronte a un muro con un graffito, poi Rosé appare accanto a un golden retriever. Per il secondo ritornello, Selena viene mostrata seduta su una chevrolet, sfoggiando un updo ispirato alle pin-up degli anni '50 e indossando un pagliaccetto scozzese giallo con spalle scoperte.

### Video performance
Il 2 settembre 2020 è stata diffusa una versione animata della performance del video musicale. In esso, le Blackpink e Gomez appaiono come avatar con abiti simili a quelli indossati nel video musicale originale, e virtualmente fanno squadra per eseguire la coreografia della canzone.

## Riconoscimenti
- Clio Awards
  - 2021 – Music Marketing

- Circle Chart Music Award
  - 2021 – Candidatura alla Canzone dell'anno – agosto[32]

- E! People's Choice Awards
  - 2020 – Candidatura al Video musicale dell'anno[33]

- MTV Europe Music Awards
  - 2020 – Candidatura alla Miglior collaborazione[34]

- Nickelodeon Kids' Choice Awards
  - 2021 – Candidatura alla Collaborazione preferita[35]

- MTV Video Music Awards
  - 2021 – Candidatura al Miglior video K-pop[36]

### Premi dei programmi musicali
- Inkigayo
  - 20 settembre 2020[37]
  - 27 settembre 2020[38]
  - 4 ottobre 2020[39]

## Tracce
Testi e musiche di Selena Gomez, Teddy, Tommy Brown, Ariana Grande, Victoria Monét, Bekuh Boom, 24 e Mr. Franks.
1. Ice Cream – 2:55

## Formazione
Gruppo
- Jisoo – voce
- Jennie – voce
- Rosé – voce
- Lisa – voce

Altri musicisti
- Selena Gomez – voce

Produzione
- 24 – produzione
- Mr. Franks – produzione
- Teddy – produzione
- Tommy Brown – produzione
- Șerban Ghenea – missaggio

## Successo commerciale
Nella Billboard Hot 100 statunitense Ice Cream ha esordito alla 13ª posizione grazie a 23 000 copie digitali, 18,3 milioni di riproduzioni streaming e un'audience radiofonica pari a 5,1 milioni di ascoltatori, segnando il debutto più alto per un gruppo femminile K-pop nella prestigiosa classifica e superando così How You Like That e Sour Candy, delle stesse Blackpink, entrambe entrate al 33º posto. Grazie alle canzoni sopracitate, sono diventate il primo girl group ad accumulare tre top forty consecutive dalle Fifth Harmony, mentre per Gomez si tratta della venticinquesima. Ha inoltre fatto il suo ingresso alla numero 2 nella classifica digitale e alla 8 in quella dedicata allo streaming, divenendo anche qui il miglior piazzamento del gruppo. Nel Regno Unito ha debuttato alla 39ª posizione della Official Singles Chart con 12 921 unità di vendita, dando alle Blackpink il loro quinto singolo nella top forty del paese e rendendolo il gruppo coreano con il maggior numero di singoli nelle prime quaranta posizioni, superando i BTS.

## Classifiche

### Classifiche settimanali
| Classifica (2020) | Posizione massima |
| ----------------- | ----------------- |
| Argentina         | 41                |
| Australia         | 16                |
| Austria           | 57                |
| Belgio (Fiandre)  | 78                |
| Canada            | 11                |
| Corea del Sud     | 8                 |
| El Salvador       | 6                 |
| Estonia           | 32                |
| Francia           | 135               |
| Germania          | 78                |
| Giappone          | 30                |
| Grecia            | 28                |
| Irlanda           | 33                |
| Lituania          | 36                |
| Malaysia          | 2                 |
| Nuova Zelanda     | 18                |
| Perù              | 101               |
| Portogallo        | 25                |
| Regno Unito       | 39                |
| Repubblica Ceca   | 60                |
| Romania           | 71                |
| Singapore         | 2                 |
| Slovacchia        | 38                |
| Spagna            | 90                |
| Stati Uniti       | 13                |
| Svezia            | 78                |
| Svizzera          | 45                |
| Ungheria          | 31                |

### Classifiche di fine anno
| Classifica (2020) | Posizione |
| ----------------- | --------- |
| Corea del Sud     | 139       |

## Date di pubblicazione
| Paese                 | Data di pubblicazione | Formato                      | Note   |
| --------------------- | --------------------- | ---------------------------- | ------ |
| Mondo                 | 28 agosto 2020        | Download digitale, streaming | [ 16 ] |
| Stati Uniti d'America | 1º settembre 2020     | Contemporary hit radio       | [ 69 ] |